# 伊號第七潛艦

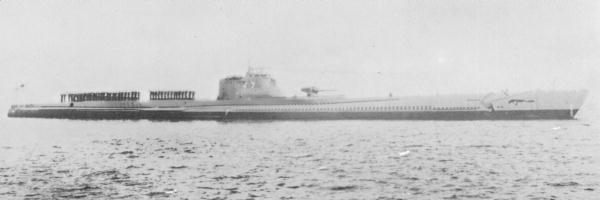
1937年竣工当日的伊7

伊号第七潜水艦（いごうだいななせんすいかん）是大日本帝国伊七型潜水艦的一号舰。

## 艦歷
1934年（昭和9年）由于第二次海軍補充计划（丸2计划），1934年9月12日在吴海軍工廠开工，1935年7月3日下水，1937年（昭和12年）3月31日竣工并入籍横須賀鎮守府。
太平洋战争開战時配属至第六艦隊第二潜水战隊，作为战隊的旗艦前往瓦胡岛周边执行監視任務。1942年前往印度洋进行通商破壊，击沉商船1艘、貨客船1艘。在阿留申群岛击沉貨物船1艘。此后在瓜达尔卡纳尔岛进行哨戒。
1943年再次返回阿留申群岛执行輸送任務，两次从基斯卡岛接收货物和撤退人员。6月21日第三次执行任务时，在基斯卡岛海面遭到美国海軍驱逐舰「モナハン」(Monaghan)的砲撃而严重损坏，无法下潜而触礁，急需紧急维修和货物卸载。22日再次受到攻击、触礁倾覆。为防止被俘获，7月5日被爆破。自艦長以下87名官兵战死，43名被基斯卡岛警備隊救起（其后有1名死亡）。1943年8月1日除籍。

## 歴代艦長

### 艤装員長
1. 寺岡正雄 中校：1936年9月21日 -

### 艦長
1. 寺岡正雄 中校：1937年3月31日 -
2. 藤本伝 中校：1937年12月20日 -
3. 岩上英寿 中校：1938年6月29日 -
4. 岡本義助 中校：1938年11月15日 -
5. 石川信雄 中校：1939年10月20日 -
6. 永井宏明 中校：1940年10月30日 -
7. 小泉麒一 中校：1941年8月20日 -
8. 長井勝彦 少校：1943年3月16日 -